# 林瑞莲
林瑞蓮（1965年3月28日—）是新加坡工人黨（新加坡最大在野黨）主席，現任新加坡國會巴耶利峇區議員。

## 生平
林瑞蓮畢業於國家初級學院和新加坡國立大學法律系，1989年在倫敦大學學院獲得法律碩士學位，1991年加入新加坡警察部隊擔任警官，之后于淡马锡理工学院担任法律學讲师，同时负责商学院的部分事务。
2006年新加坡大選，林瑞蓮當選非選區議員。2011年新加坡大選，林夥拍工人黨秘書長劉程強等人參選阿裕尼集選區，負責出戰實龍崗區，成功擊敗時任外交部長楊榮文率領的人民行動黨團隊，創下新加坡史上首次由反對黨獲得集選區議席的紀錄。当选议员后，林瑞莲辞去讲师的工作，加入刘彼得律师事务所。
2015年新加坡大選，林瑞蓮以些微票數成功捍衛其議席。2020年新加坡大選，林瑞蓮繼續作為工人黨參選阿裕尼集選區團隊的一員，但改到巴耶利峇區上陣，最終團隊以近百份之二十的多數票大勝人民行動黨團隊連任。
| 官衔            | 官衔                                   | 官衔                          |
| 議會席位        | 議會席位                               | 議會席位                      |
| --------------- | -------------------------------------- | ----------------------------- |
| 前任者： 謝鏡豐 | 新加坡國會議員（非選區） 2006–2011     | 繼任者： 羅文麗 余振忠 嚴燕松 |
| 前任者： 陳惠華 | 新加坡國會議員（實龍崗） 2011 – 2020   | 繼任者： 貝理安               |
| 前任者： 陳碩荗 | 新加坡國會議員（巴耶利峇） 2020 – 現任 | 現任                          |